# Badr (nome)
Badr (in arabo: بدر) è un nome proprio di persona arabo maschile e femminile.

## Varianti
- Femminili: بدور (Budur)[1]

### Varianti in altre lingue
Maschili
- Georgiano: ბადრი (Badri)[1]
- Turco: Bedir[3]

## Origine e diffusione

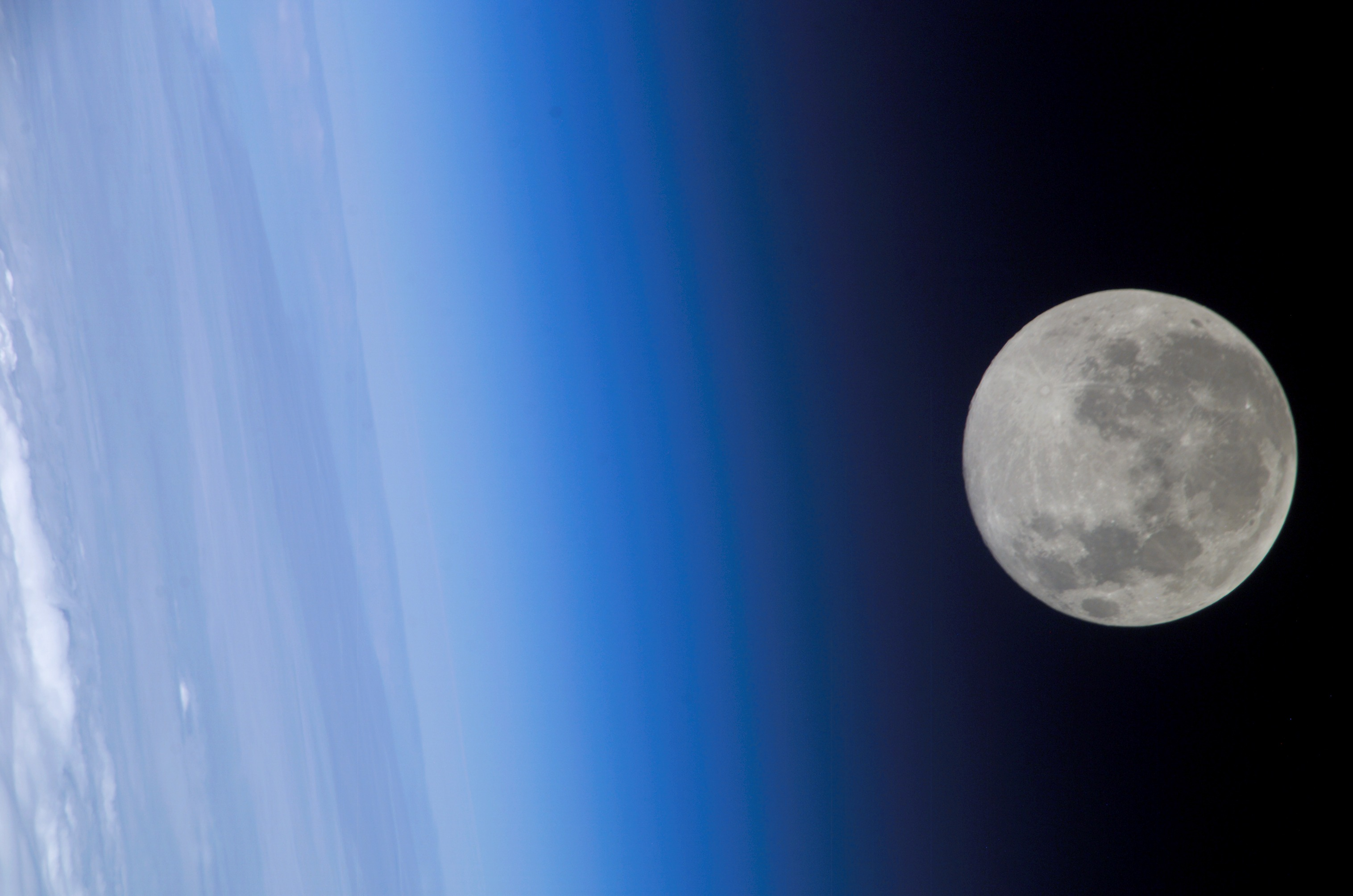
La luna piena sull'orizzonte terrestre fotografata dalla Stazione spaziale internazionale

Riprende il vocabolo arabo بدر (badr), che vuol dire "luna piena". Il nome è portato da Badr al-budūr, la principessa che sposa Aladino nella fiaba Aladino e la lampada meravigliosa.

## Persone

### Maschile
- Badr bin Abd al-Aziz Al Sa'ud, principe e politico saudita,
- Badr El Kaddouri, calciatore marocchino
- Badr Galag, calciatore sudanese
- Badr Hari, kickboxer marocchino
- Badr Kachani, calciatore marocchino
- Badr Mahmoud, giocatore di calcio a 5 egiziano
- Badr Shakir al-Sayyab, poeta iracheno

### Variante Badri
- Badri Kvaratsxeliya, calciatore azero

## Il nome nelle arti
- Badr al-budūr è uno dei personaggi principali della fiaba di Aladino e la lampada meravigliosa.